# Alexander Dolgun
Alexander Dolgun (29 de septiembre de 1926 – 28 de agosto de 1986) fue un superviviente del GULAG soviético que escribió sobre sus experiencias en 1975, después de que se le permitiera salir de la Unión Soviética y regresar a su país natal, Estados Unidos.

## Vida antes del GULAG
Alexander Dolgun nació el 29 de septiembre de 1926 en el Bronx, Nueva York, hijo de Michael Dolgun, inmigrante polaco, y de su esposa, Annie Dolgun. En 1933 Michael viajó como técnico a la Unión Soviética para una breve estadía en la empresa Moscow Automotive Works. Después de permanecer un año en Moscú, Michael consintió en permanecer otro año con la condición de que la Unión Soviética le pagara a su familia el viaje para reunirse con él. Sin embargo, transcurrido el segundo año al que Michael se había comprometido, las autoridades soviéticas le impidieron abandonar la URSS imponiéndole dificultades burocráticas, de tal modo que su familia quedó atrapada. Alexander Dolgun y su hermana mayor, Stella, crecieron en Moscú durante la Gran Purga de finales de los años 1930 y la Segunda Guerra Mundial. En 1943, cumplidos los dieciséis años, Alexander consiguió trabajo en la Embajada de Estados Unidos en Moscú.

## GULAG
En diciembre de 1948, Dolgun -ciudadano estadounidense- trabajaba como empleado de archivo en la Embajada. Durante su pausa para el almuerzo, fue repentinamente detenido por la Seguridad del Estado soviético, el MGB. Fue internado en las terribles prisiones de la Lubianka y Lefórtovo, en Moscú. Fue falsamente acusado de espionaje contra la Unión Soviética y soportó un año de privación de sueño y alimentos, así como de brutales torturas físicas y psicológicas diseñadas para obligarlo a "confesar" por su interrogador, el coronel Sídorov. Después de soportar con éxito esta prueba, Dolgun fue trasladado a Sujánovka, un antiguo monasterio convertido en una prisión. Sobrevivió a varios meses de intensa tortura y fue uno de los muy pocos que sobrevivieron a la prisión con su cordura intacta, usando tácticas tales como la medición de varias distancias en su celda, así como el cálculo de las distancias que recorría caminando; se estima que durante el tiempo que permaneció allí, cubrió caminando una distancia suficiente para llevarlo desde Moscú, atravesando Europa, al otro lado del océano Atlántico. El periodo que permaneció en Sujánovka lo llevó al borde de la muerte y fue trasladado al hospital de la prisión de Butyrki para recuperarse. Su paradero era conocido por Truman, Eisenhower y el gobierno de Estados Unidos, pero no hicieron nada por temor a inducir a las autoridades soviéticas a hacer aún más daño a Dolgun, debido a las tensas relaciones entre Estados Unidos y la Unión Soviética.
Finalmente Dolgun fue condenado a una pena veinticinco años en el Gulag, la red de campos de trabajo forzado dispersa por toda la Unión Soviética. Terminó en Zhezkazgan, Kazajistán, donde trabajó durante varios meses hasta que fue llamado de nuevo a Moscú. Dolgun quedó en manos del tristemente célebre coronel Mijaíl Ryumin, número dos de Víktor Abakúmov en el Ministerio del Interior (MGB, en rusoМГБ) de la Unión Soviética y inventor del “Complot de los médicos”. Ryumin pretendía utilizar a Dolgun como títere en una farsa judicial. Fue enviado de nuevo a Sujánovka, donde Ryumin personalmente lo torturó y apaleó en un esfuerzo para que confesara una serie de tramas y conspiraciones contra la Unión Soviética. Dolgun padeció estas torturas sin sucumbir hasta que la muerte de Stalin y la detención de Ryumin dieron lugar a que la dirección soviética perdiera el interés por las farsas judiciales, con lo que Dolgun fue enviado de vuelta a Zhezkazgan, donde permaneció prisionero hasta 1956. Dolgun no estuvo cautivo en Kengir, sino en un campo cercano. Sin embargo, escribió acerca de la revuelta de Kengir en su autobiografía.

## Después de la prisión
Después de su salida del GULAG, en 1956, Dolgun regresó a Moscú. Bajo las condiciones de su liberación no se le permitió ponerse en contacto con las autoridades estadounidenses. Dolgun descubrió que tanto su madre como su padre habían sido torturados en un intento de obtener que testimoniasen contra él, lo que condujo a su madre a la locura. Trabajó traduciendo revistas médicas del inglés para la Oficina de Salud Soviética y se hizo amigo de varios notables sobrevivientes del GULAG, entre ellos Georg Tenno y Aleksandr Solzhenitsyn. Solzhenitsyn incluyó algunas de las experiencias de Dolgun en su obra Archipiélago Gulag.
Dolgun contrajo matrimonio con su esposa Irene en 1965 y tuvieron un hijo, Andrew, en 1966. Su madre murió en 1967 y su padre en 1968. En 1971, gracias a los esfuerzos de su hermana, Stella Krumm, que escapó de la Unión Soviética en 1946, y del embajador John P. Humes, Dolgun consiguió un visado de salida y se trasladó a Rockville, Maryland. Dolgun consiguió trabajo en la sección soviético-americana de medicina del Centro Internacional Fogerty del Instituto Nacional de la Salud. En 1975, publicó el superventas La historia de Alexander Dolgun: un americano en el Gulag, coescrito con Patrick Watson, donde relató su experiencia en el Gulag con gran detalle.
La salud de Dolgun quedó severamente dañada por su experiencia y sufrió numerosas dolencias. En 1972, recibió el pago retroactivo de $ 22.000 de la Embajada de Estados Unidos en Moscú, correspondiente al periodo de servicio de 1.949 a 1.956 y se quejó de que le estaba pagando con "cacahuetes" por su tiempo y que, por lo menos, deberían pagarle los intereses correspondientes a su salario y al tiempo transcurrido.
Dolgun Murió el 28 de agosto de 1986, a la edad de 59 años, en Potomac, Maryland, de insuficiencia renal, dejando mujer y un hijo.

## Advertencia
Esta obra deriva de la traducción de Alexander Dolgun de Wikipedia en inglés, publicada por sus editores bajo la Licencia de documentación libre de GNU y la Licencia Creative Commons Atribución-CompartirIgual 3.0 Unported.